# Kumano-gawa
Le fleuve Kumano (熊野川, Kumano-gawa) est un cours d'eau du Japon dont le cours circule dans les trois préfectures de Nara, Wakayama et Mie.

## Géographie

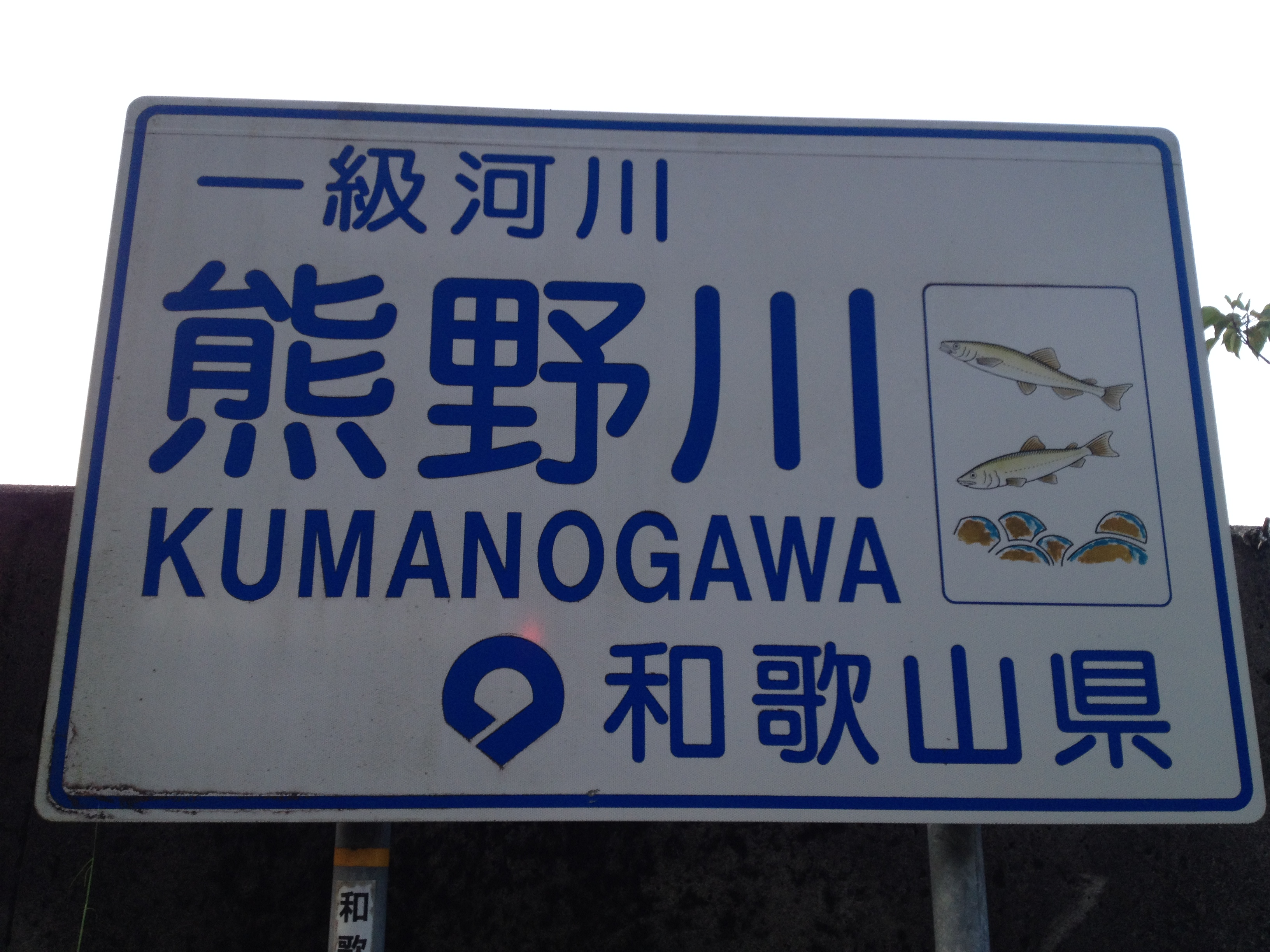
Panneau indiquant le Kumano-gawa près du Kumano Hongū-taisha.

Les eaux de ruissellement sur le pentes des monts Inamuraga, Daifugen et Sanjōga, trois montagnes faisant partie de la chaîne des monts Ōmine, forment la source du fleuve Kumano dans le nord-est du village de Tenkawa (préfecture de Nara). Long de 183 km, son cours s'oriente vers le sud, en traversant le sud de la ville de Gojō, à l'est de Tenkawa. Le fleuve, appelé fleuve Tenno (天ノ川, Tenno-kawa), devient le fleuve Totsu (十津川, Totsu-kawa) au-delà de Gojō.
En passant, du nord au sud, dans le village de Totsukawa, il forme de nombreux méandres puis, sous le nom de fleuve Shingū (新宮川, Shingū-gawa), traverse l'est de Tanabe (préfecture de Wakayama) où son cours s'infléchit vers l'est, à environ 1,5 km au sud du sanctuaire Kumano. Sortant de Tanabe, il traverse le nord de Shingū en formant un méandre orienté nord qui rejoint la rivière Kitayama à la frontière entre Shingū et Kumano (préfecture de Mie). Il poursuit sa course sud-est, sur environ 25 km, le long de la frontière des deux préfectures de Wakayama et Mie et se jette dans la mer de Kumano entre Shingū et le bourg de Kihō (préfecture de Mie).
Le bassin versant du fleuve Kumano, d'une superficie de 2 360 km2, s'étend principalement sur les deux préfectures de Nara et Mie. Plus de 97 % de sa superficie sont constitués de zones montagneuses.

## Principaux affluents
Les principaux affluents du fleuve Kumano sont :
- la rivière Kamiyu (Totsukawa) ;
- la rivière Mikoshi (Tanabe) ;
- la rivière Kitayama (Shingū et Kumano) ;
- la rivière Akagi (Shingū) ;
- la rivière Onotani (Kihō).

## Barrages

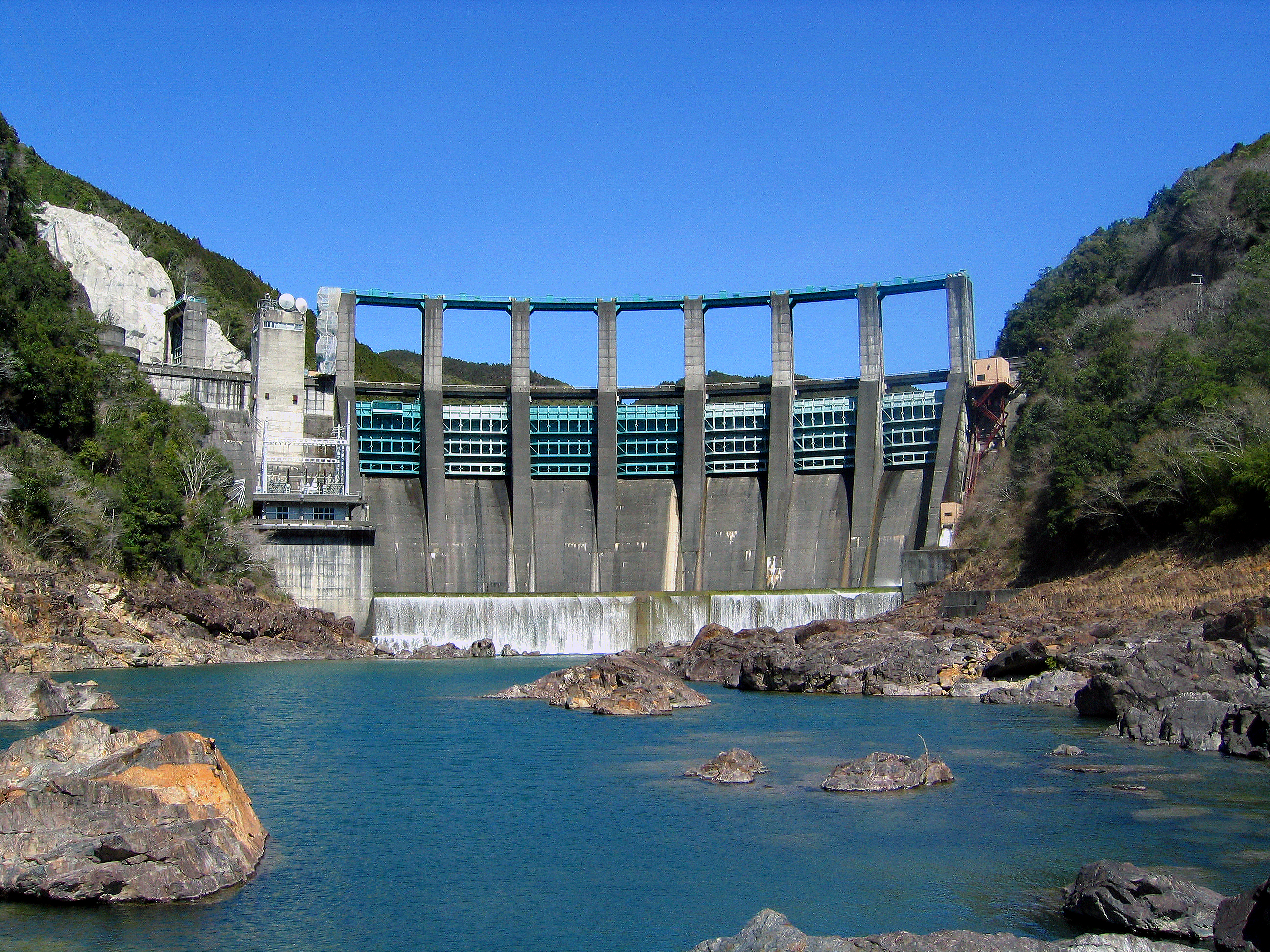
Barrage poids-voûte Nanairo à Kumano.

En 2015, le bassin versant du fleuve Kumano ne comprend pas moins de onze barrages qui permettent de lutter contre les inondations, produire de l'électricité, constituer des réserves d'eau potable et assurer l'irrigation des terres agricoles de la région.
Situé à Gojō, le barrage Sarutani, un réservoir d'eau dont la construction a été achevée en 1958, est l'un de ces barrages, tout comme les barrages Kazeya du village de Totsukawa, et Nanairo, à Kumano, destinés à la production d'énergie hydroélectrique.

## Catastrophes naturelles
La pluie, tombant en trombes d'eau, dans l'intérieur des terres, et des typhons, venus de l'océan Pacifique, provoquent régulièrement le débordement du fleuve Kumano. La répétition de ces catastrophes naturelles a contraint les habitants de cette région du Japon à construire des digues et des barrages pour contrôler les crues tout le long du cours d'eau.

### Inondations de 1889
En 1889, des pluies torrentielles s'abattent dans la plaine de Shingū et Kihō. Elles font sortir le fleuve Kumano de son lit. Rien que dans le village de Totsukawa, les inondations et glissements de terrain subséquents font 168 morts et détruisent ou endommagent 610 maisons.
Le sanctuaire Kumano, alors situé sur la rive droite du fleuve, a été endommagé. Il a été reconstruit, deux ans plus tard, sur une colline à plus d'un kilomètre de son emplacement original.

## Écosystème
Le bassin du fleuve Kumano est constitué à 97 % de forêts tempérées humides. Étendu du littoral Pacifique jusque monts Kii au sud de la ligne tectonique médiane du Japon et intégrant une grande partie du parc national de Yoshino-Kumano, il comprend un riche écosystème et des paysages naturels variés.
Les forêts rassemblent de nombreux conifères, des aulnes et des saules, et, le long des rives du fleuve, les bosquets d'azalées ne sont pas rares. Le saro du Japon, un caprin classé monument naturel national, peut être observé dans les monts Kii, tout comme l'oie des moissons, l'aigle royal, l'autour des palombes, le faucon pèlerin, le pluvier à long bec et le cincle de Pallas,. Tout le long du cours d'eau, vivent diverses espèces de gobies, une espèce rare de Salvelinus : l'omble à taches blanches de Kirikuchi, le saumon du Japon, le médaka, une espèce d'urodèle endémique du Japon : Hynobius boulengeri, et divers amphibiens comme Buergeria buergeri,.
De nombreux insectes prospèrent sur ses berges comme des criquets, des grillons, des tourniquets, des libellules et des papillons, et une sous-espèce de Cicindela chinensis : la cicindèle du Japon,.

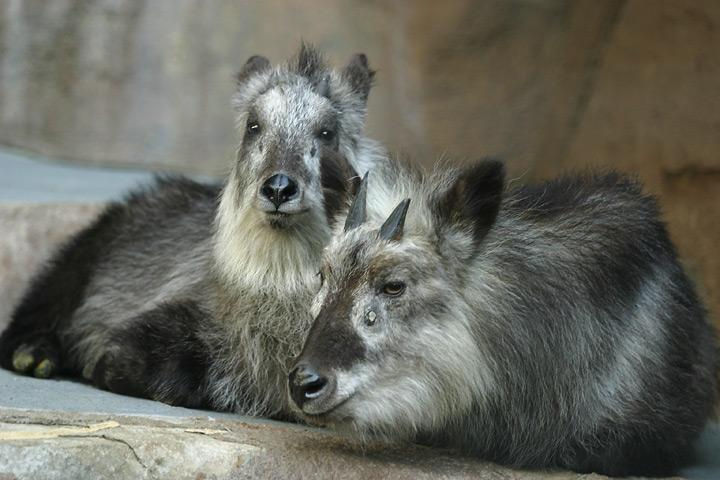
Saro du Japon.
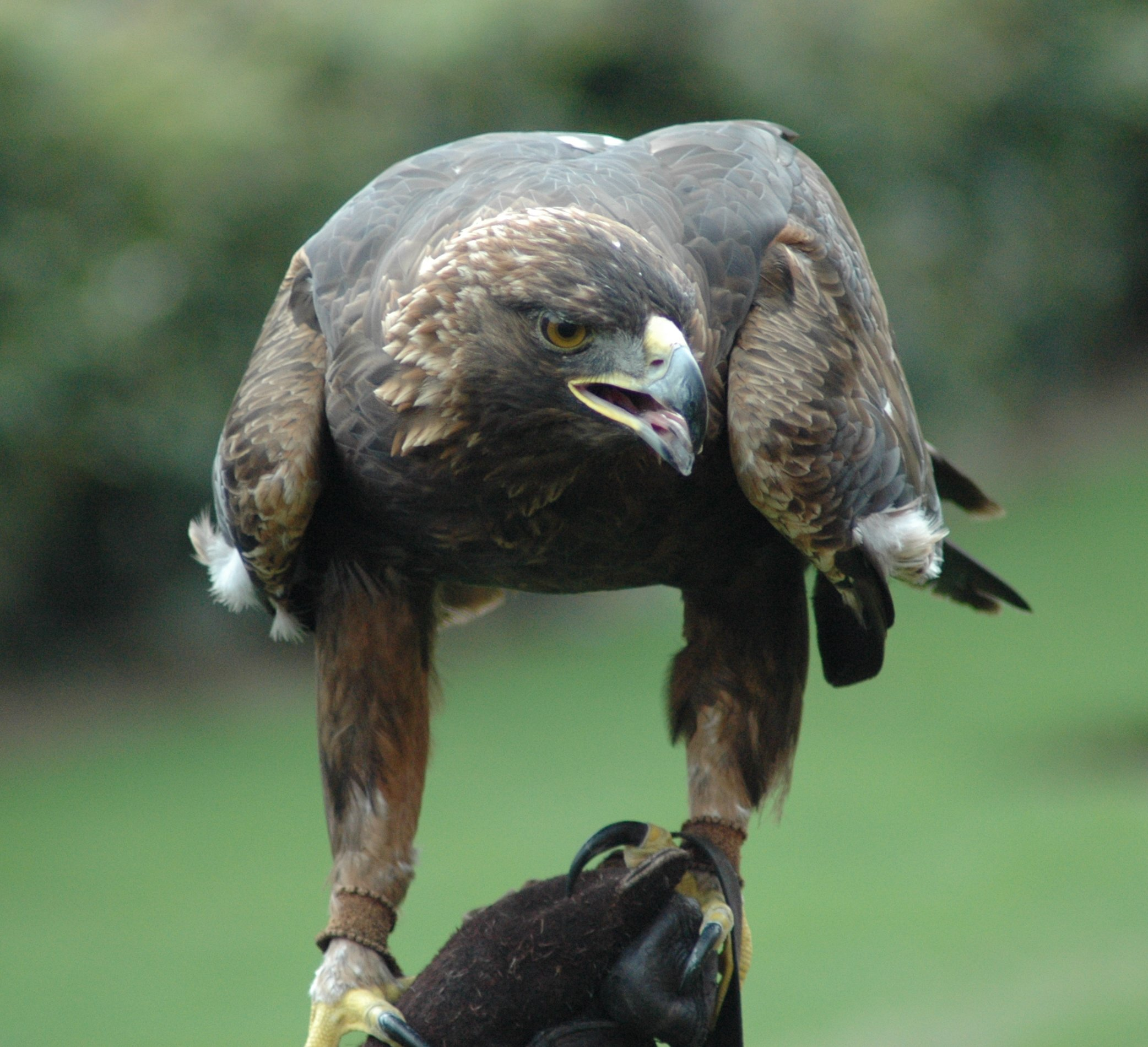
Aigle royal.
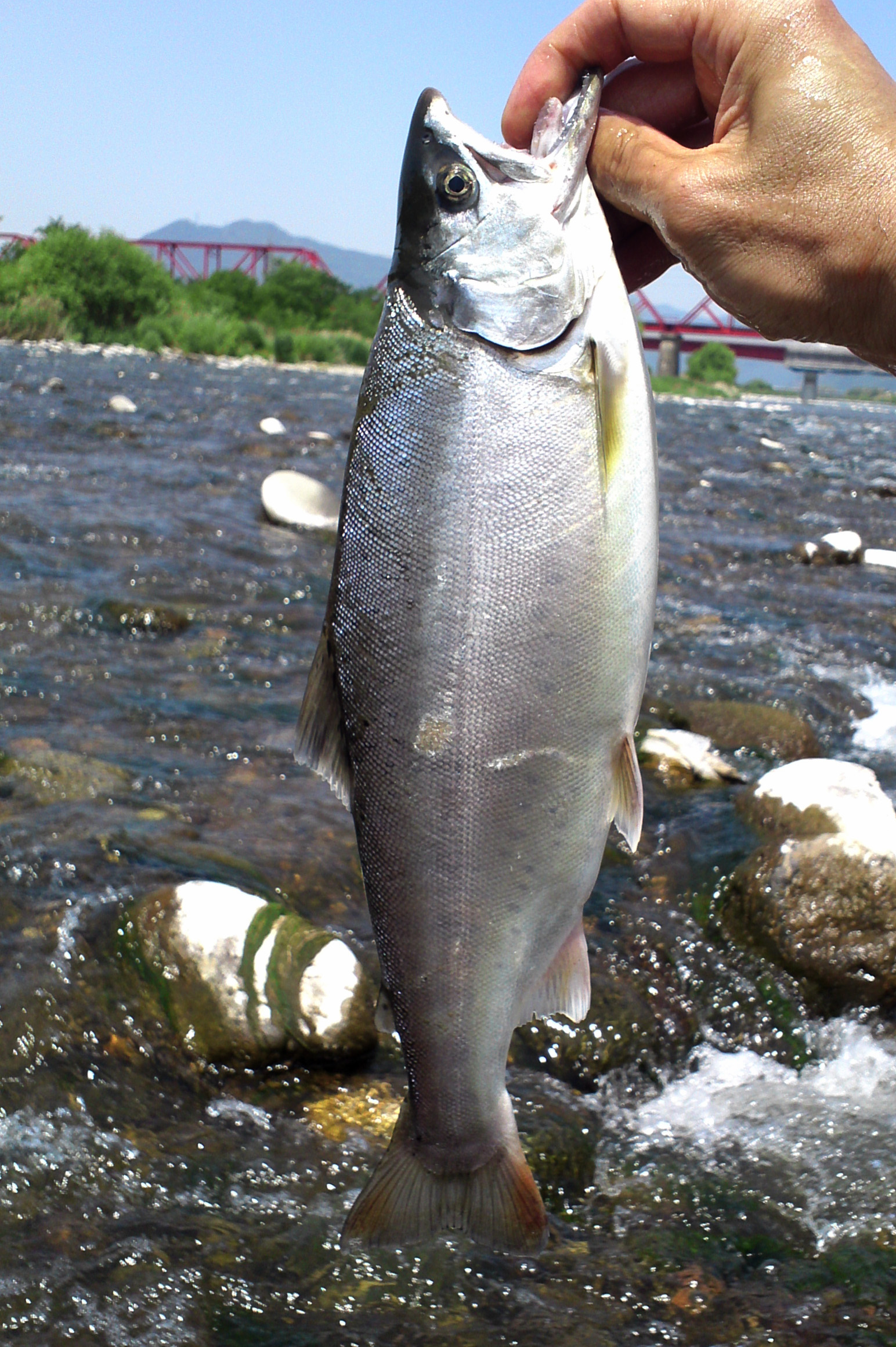
Saumon du Japon.
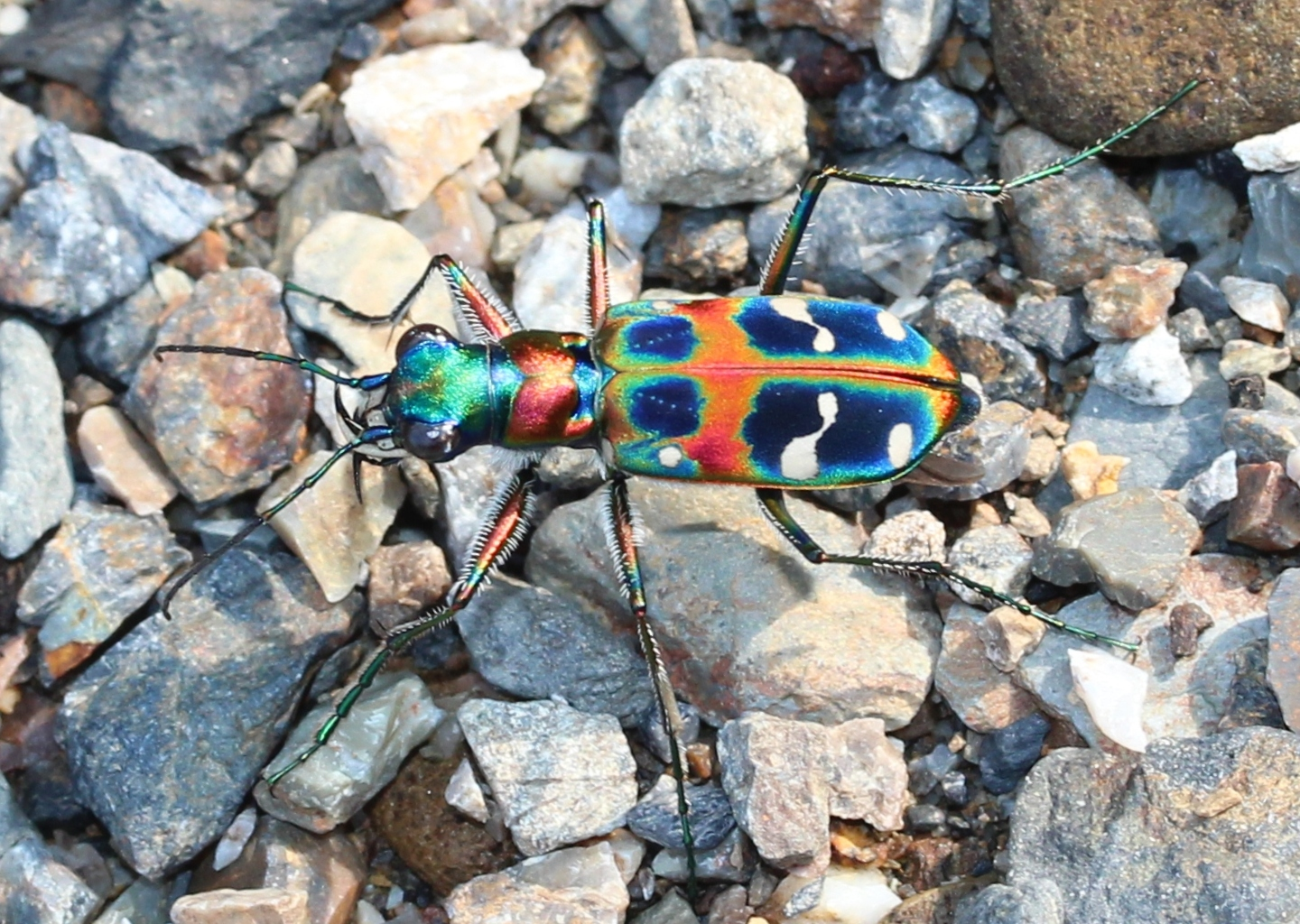
La cicindèle du Japon.

## Patrimoine mondial

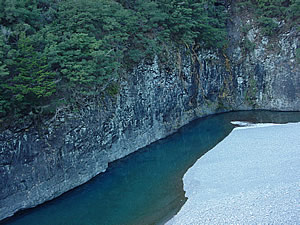
La Kumano-gawa-Liver entre Totsukawa, dans la préfecture de Nara et Shingu, dans la préfecture de Wakayama.

La section du fleuve Kumano qui permet d'accéder par bateau au sanctuaire Kumano de Shingū depuis le sanctuaire Kumano de Tanabe est une voie d'eau sacrée et fait partie de l'ancien sentier de pèlerinage Nakahechi. Elle est intégrée aux sites sacrés et chemins de pèlerinage dans les monts Kii enregistrés en 2004 sur la liste du patrimoine mondial de l'Unesco.